# Дятчин Володимир Федорович
Дятчин Володимир Федорович (рос. Владимир Фёдорович Дятчин; нар. 14 жовтня 1982) — російський плавець.
Учасник Олімпійських Ігор 2008, 2012 років.
Чемпіон світу з водних видів спорту 2003, 2007 років, призер 2001, 2009, 2011 років.
Призер Чемпіонату світу з плавання на відкритій воді 2010 року.
Чемпіон Європи з водних видів спорту 2002 року.